# クアンイエン
クアンイエン（ベトナム語：Thị xã Quảng Yên / 市社廣安?）はクアンニン省にある町である。

## 概要
11の坊 (phường)と、8つの村（xã, 社）を有する。
- コンホア坊（Cộng Hòa / 共和）
- ドンマイ坊（Đông Mai / 東枚）
- ハアン坊（Hà An / 河安）
- ミンタイン坊（Minh Thành / 明成）
- ナムホア坊（Nam Hòa / 南和）
- フォンコック坊（Phong Cốc / 豐谷）
- フォンハイ坊（Phong Hải / 豐海）
- クアンイエン坊（Quảng Yên / 廣安）
- タンアン坊（Tân An / 新安）
- イエンザン坊（Yên Giang / 安江）
- イエンハイ坊（Yên Hải / 安海）
- カムラ社（Cẩm La / 錦羅）
- ヒエップホア社（Hiệp Hòa / 協和）
- ホアンタン社（Hoàng Tân / 黃新）
- リエンホア社（Liên Hòa / 連和）
- リエンヴィー社（Liên Vị / 連渭）
- ソンコアイ社（Sông Khoai / 瀧圭）
- ティエンアン社（Tiền An / 前安）
- ティエンフォン社（Tiền Phong / 前鋒）